# ポロシリ山
ポロシリ山（ポロシリやま）は、北海道の留萌市と留萌郡小平町の2市町にまたがる標高730.2mの山である。山頂には一等三角点「翁居岳」が設置されている。

## 概要
天塩山地南部の山で、主稜線上の標高513m峰から西に伸びる支稜線上に位置し、西側の緩斜面の山頂部と東側の急斜面の地形が特徴的である。留萌市の最高峰である。
山名はアイヌ語の「ポロ・シリ（大きい・山）」が由来である。三角点名の「翁居岳」は「おきないだけ」と読み、現在の沖内川の源頭を意味すると考えられるが、ポロシリ山の北側の尾根上には沖内山が連なる。

## 登山
登山道はないため主に残雪期に登られる。主な登頂ルートとしては、タルマップ川沿いの道道801号を進み、樽真布林道の途中から沢に取り付いて急斜面を登り山頂へ至る。